# Przemysł I
Przemysł I (niepoprawnie Przemysław I) (ur. między 5 czerwca 1220 a 4 czerwca 1221 w Trzebnicy, zm. 4 czerwca 1257 w Poznaniu) – książę wielkopolski w latach 1239–1247 (współrządy z bratem), (według niektórych historyków w latach 1239–1241 tylko książę na Ujściu), 1247–1249 w Poznaniu i Gnieźnie, 1249–1250 w Poznaniu i Kaliszu, 1250–1253 w całej Wielkopolsce, 1253–1257 w Poznaniu.

## Genealogia
Przemysł I był najstarszym synem Władysława Odonica i Jadwigi, która była prawdopodobnie córką Mściwoja I, namiestnika Gdańska (według innych wersji pochodziła z czeskiego rodu Przemyślidów, skąd przyniosła imię dla swojego pierworodnego, dotąd niespotykane wśród Piastów). Nie wiadomo kiedy Przemysł I się dokładnie urodził, z pośrednich danych, jednak wynika, że musiało to nastąpić między 5 czerwca 1220 a 4 czerwca 1221. Liczebnik primus (pierwszy) daje mu już niemal współczesna Kronika wielkopolska. Ojciec Przemysła I Władysław Odonic nakazał bardzo gruntownie wykształcić syna, gdyż jak zaświadcza m.in. Kronika wielkopolska młody Piastowicz bez problemu potrafił czytać łacińskie psalmy.
| 4. Odon poznański zm. 20 kwietnia 1194 |  |                                        |  |  |                                  |
|                                        |  | 2. Władysław Odonic zm. 5 czerwca 1239 |  |  |                                  |
| 5. Wyszesława halicka                  |  |                                        |  |  |                                  |
|                                        |  |                                        |  |  | 1. Przemysł I zm. 4 czerwca 1257 |
| 6. NN                                  |  |                                        |  |  |                                  |
|                                        |  | 3. Jadwiga zm. 29 grudnia 1249         |  |  |                                  |
| 7. NN                                  |  |                                        |  |  |                                  |
|                                        |  |                                        |  |  |                                  |

## Początek rządów – opanowanie Wielkopolski
Przemysł zaczął pojawiać się w dokumentach wydawanych przez ojca od 1232 roku, a władzę nad dzielnicą objął po śmierci Władysława Odonica w 1239 roku. Dwa lata później dopuścił brata, Bolesława Pobożnego do formalnych współrządów, jednak w rzeczywistości panował samodzielnie. W skład księstwa odziedziczonego po ojcu wchodziły prawdopodobnie tylko północno-wschodnie rubieże Wielkopolski z Nakłem i Ujściem (choć część historyków przyjmuje, że Władysław Odonic do końca życia utrzymał się przy Wielkopolsce zlokalizowanej na północ od rzeki Warty i takie też dziedzictwo przekazał synom). W 1241 roku korzystając z zamieszania na Śląsku po śmierci w bitwie pod Legnicą Henryka II Pobożnego odzyskuje część Wielkopolski ze stołecznym Poznaniem (jeśli nie posiadał go już od 1239 roku).

## Rewindykacja ziem utraconych
W 1242 roku następuje dalsza rewindykacja kosztem księcia śląskiego Bolesława II Rogatki i ostatecznie Zbąszyń i Międzyrzecz wracają w granice Wielkopolski. Zaangażowanie Przemysła na granicy ze Śląskiem próbował wykorzystać w 1243 roku książę gdański Świętopełk II Wielki, zajmując nadgraniczne Nakło, jednak Przemysł I korzystając z pomocy Krzyżaków błyskawicznie odebrał gród książętom pomorskim.
W 1244 roku chcąc się zabezpieczyć od strony Bolesława Rogatki, Przemysł I pojął za żonę jego siostrę, a córkę księcia, Henryka II Pobożnego, Elżbietę sprowadzoną w tym celu z klasztoru w Trzebnicy. Wbrew planom małżeństwo nie uspokoiło sytuacji na pograniczu, pozwoliło jednak przerzucić Przemysłowi część sił w celu odzyskania dla Wielkopolski, Kalisza, należącego z postanowienia księcia,  Henryka Brodatego do księcia opolskiego Władysława (nie udało się wówczas odzyskać tylko najbardziej wysuniętej na południe ziemi rudzkiej zajętej dopiero w 1249 roku). Akcja rewindykacyjna względem syna Henryka II Pobożnego zakończyła się w 1247 roku odzyskaniem Santoka.

## Współpraca z Kościołem
Nowa linia polityczna Przemysła I oparta na ścisłej współpracy z Kościołem (zwłaszcza z biskupami poznańskimi Boguchwałem II i Boguchwałem III) i popieraniu wyłącznie sił nastawionych antyśląsko spowodowała opór rycerstwa, które w 1244 roku zbuntowało się przeciwko Przemysłowi I żądając zniesienia immunitetów sądowych i skarbowych uzyskanych przez biskupów od Władysława Odonica. Synowie Władysława początkowo musieli ustąpić – ostatecznie jednak w 1252 roku wydali ponownie przywilej, który nie tylko przywracał ustalenia immunitetowe z 1237 roku, lecz dodatkowo je nawet rozszerzał.
Również jednak wśród osób świeckich Przemysł I posiadał liczne grono zaufanych doradców (wojewoda poznański Przedpełk Łodzia, kasztelan poznański Boguchwał, sędzia poznański Domarat Grzymalita, łowczy Pakosław Awdaniec).

## Podział Wielkopolski, walki z opozycją i książętami śląskimi
W 1247 roku opozycyjna polityka części rycerstwa wymusiła na Przemyśle wydzielenie bratu – Bolesławowi Pobożnemu dzielnicy kaliskiej, jednak w polityce zewnętrznej starszy Władysławowicz zachował pełnię władzy nad Wielkopolską. Nie był to podział ostateczny. Rok później wielkopolski władca rozbił prośląską opozycję przez uwięzienie jej przywódcy – kasztelana poznańskiego Tomasza z Nałęczów i jego synów. Zwrócił im wolność w 1250, gdy doszło do konfliktu na Śląsku między Bolesławem II Rogatką a Konradem I głogowskim – mężem siostry Przemysła – Salomei. Interwencja księcia wielkopolskiego dopomogła w wydzieleniu księstwa głogowskiego dla Konrada.
W 1249 przeprowadził reformę terytorialną w Wielkopolsce, zamieniając m.in. Bolesławowi dzielnicę kaliską na gnieźnieńską. Rok później z nieznanych przyczyn Przemysł I uwięził brata i objął władzę nad całą dzielnicą. Dopiero na Wielkanoc roku 1253, na skutek zabiegów Kościoła, nastąpiło braterskie pojednanie i sprawiedliwszy podział ojcowskiej dzielnicy – Bolesław Pobożny otrzymał wówczas księstwo kaliskie.
W latach pięćdziesiątych XIII wieku Przemysł I próbował prowadzić bardziej pokojową politykę ściśle współpracując ze swoim szwagrem Konradem Głogowskim, wydając w 1251 roku swoją siostrę Eufemię za księcia opolskiego Władysława i powstrzymując brata Bolesława od rozprawy zbrojnej z Kazimierzem kujawskim o kasztelanię lądzką. Mimo tego w 1254 zorganizował wyprawę zbrojną na dzierżawy Henryka III Białego niszcząc m.in. należące do biskupa wrocławskiego dobra pod Oleśnicą, za co księcia spotkała kara ekskomuniki zdjętej dopiero po wyrównaniu strat. Do kolejnej wyprawy przeciwko Henrykowi III doszło jeszcze we wrześniu tego samego roku, tym razem jednak, co podkreślają źródła, wspólna wyprawa Przemysła, Bolesława i Konrada II Głogowskiego unikała zniszczeń w dobrach kościelnych.

## Walka z ekspansją brandenburską
Jednym z bardziej palących problemów w ciągu panowania Przemysła I była próba powstrzymania ekspansji brandenburskich Askańczyków. Wprawdzie dzięki dużej mobilności rycerstwa wielkopolskiego wszelkie rajdy brandenburskie udało się powstrzymać (Santok w 1247 roku, Zbąszyń w 1251 roku, Drezdenko w 1252 roku), jednak ciągłe zagrożenie nie wpływało dobrze na sytuację na pograniczu. W tym celu latach 1254–1255 Przemysł I usiłował nawiązać cieplejsze stosunki z Brandenburgią, do czego miało przyczynić się małżeństwo jego córki Konstancji z synem margrabiego Jana – Konradem (zawarte dopiero po śmierci księcia w 1260 roku), które okazało się jednak politycznym fiaskiem – co gorsza dało podstawę do roszczeń brandenburczyków wobec zachodnich kasztelanii Wielkopolski.

## Lokacja Poznania
W 1253 władca Wielkopolski dokonał lokacji swojej stolicy – Poznania na lewym brzegu Warty na prawie magdeburskim (zamienił leżące na lewym brzegu rzeki ziemie biskupie na należące do niego tereny prawobrzeżne zajęte przez ówczesny Poznań). Lokowanie miasta wspólnie z Bolesławem Pobożnym powierzył Tomaszowi z Gubina. Rozpoczął również budowę  zamku królewskiego na górze Przemysła.

## Kanonizacja św. Stanisława i zjazd krakowski
8 maja 1254 roku Przemysł I wziął udział w ogólnopolskim zjeździe książąt piastowskich odbytym w Krakowie z okazji kanonizacji św. Stanisława (obecni tam byli: Bolesław Pobożny, Kazimierz I kujawski, Siemowit I mazowiecki, Władysław opolski i gospodarz Bolesław V Wstydliwy). Nawiązane tam przyjazne kontakty przydały się już rok później, kiedy książę gdański Mściwój II, korzystając z zaabsorbowania księcia wielkopolskiego innymi sprawami, opanował na skutek zdrady gród w Nakle. Toczona wówczas wojna nie przyniosła jednak sukcesu i dopiero po zapłaceniu przez Przemysła I okupu 500 grzywien srebra Nakło wróciło w 1256 roku do Wielkopolski.

## Śmierć i potomstwo

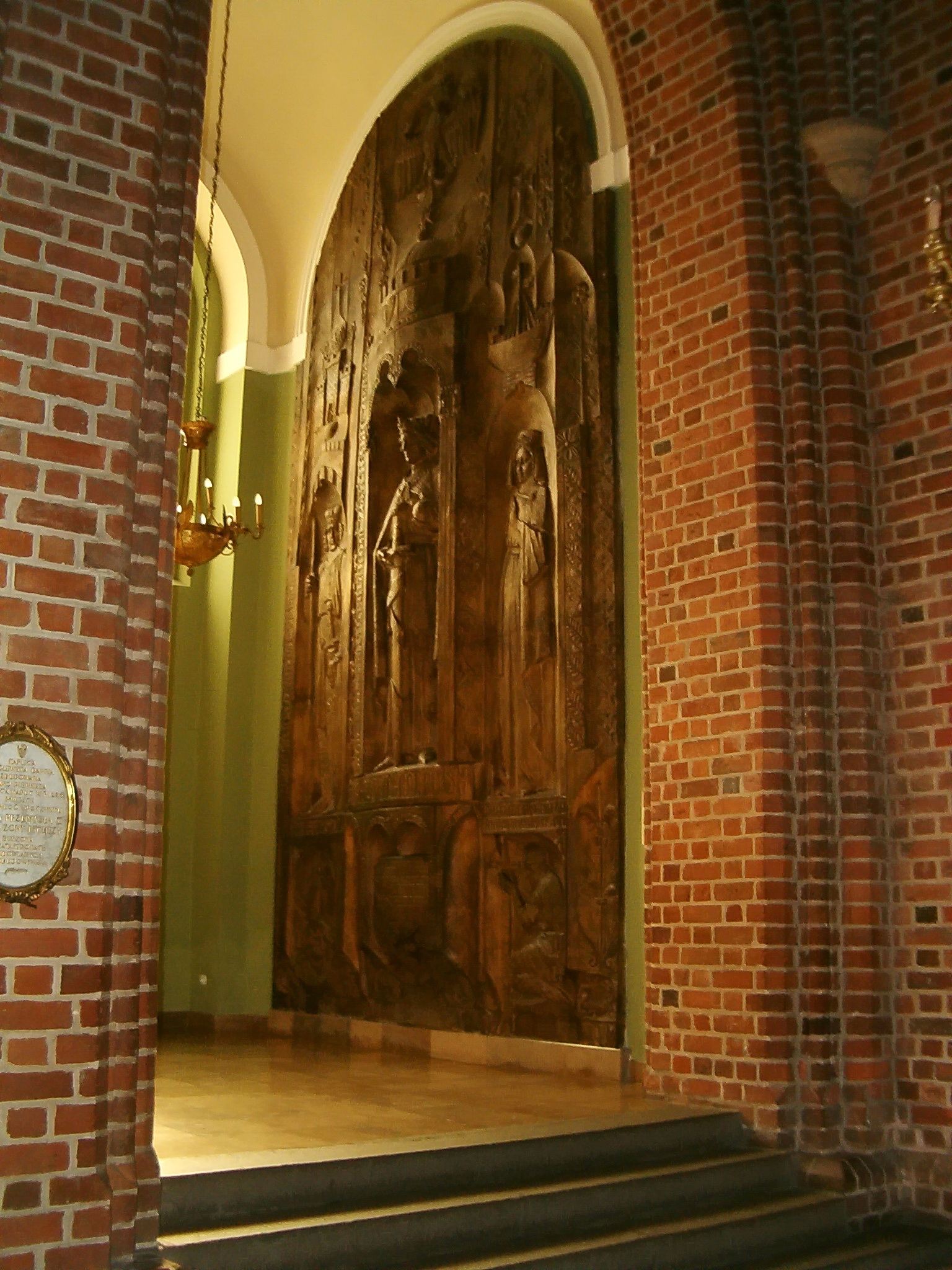
Epitafium Przemysła I w katedrze poznańskiej

Przemysł I zmarł 4 czerwca 1257 w Poznaniu. Został pochowany w tutejszej katedrze. Z małżeństwa Elżbietą pozostawił pięcioro dzieci:
- Konstancję (1245 lub 1246 – 8 października 1281) późniejszą żonę Konrada, margrabiego brandenburskiego,
- Eufrozynę (? – 17 lutego 1298) ksienię w klasztorze w Trzebnicy,
- Annę (1253 – po 26 czerwca 1295) mniszkę w Owińskiej, później ksienię,
- Eufemię (1253 – 5 września 1298) mniszkę u klarysek we Wrocławiu,
- Przemysła II (urodzonego już po jego śmierci – 14 października 1257 – 8 lutego 1296), króla polskiego w latach 1295–1296. Księstwo poznańskie do czasu osiągnięcia przez Przemysła II pełnoletniości objął Bolesław Pobożny.

Jego portret znajduje się przypuszczalnie na zworniku sklepiennym z Kościoła Najświętszego Serca Jezusowego i Matki Boskiej Pocieszenia w Poznaniu, który znajduje się obecnie w Muzeum Historii Miasta Poznania w poznańskim ratuszu. Ta tradycyjna teoria bywa jednak ostatnio podważana przez historyków sztuki

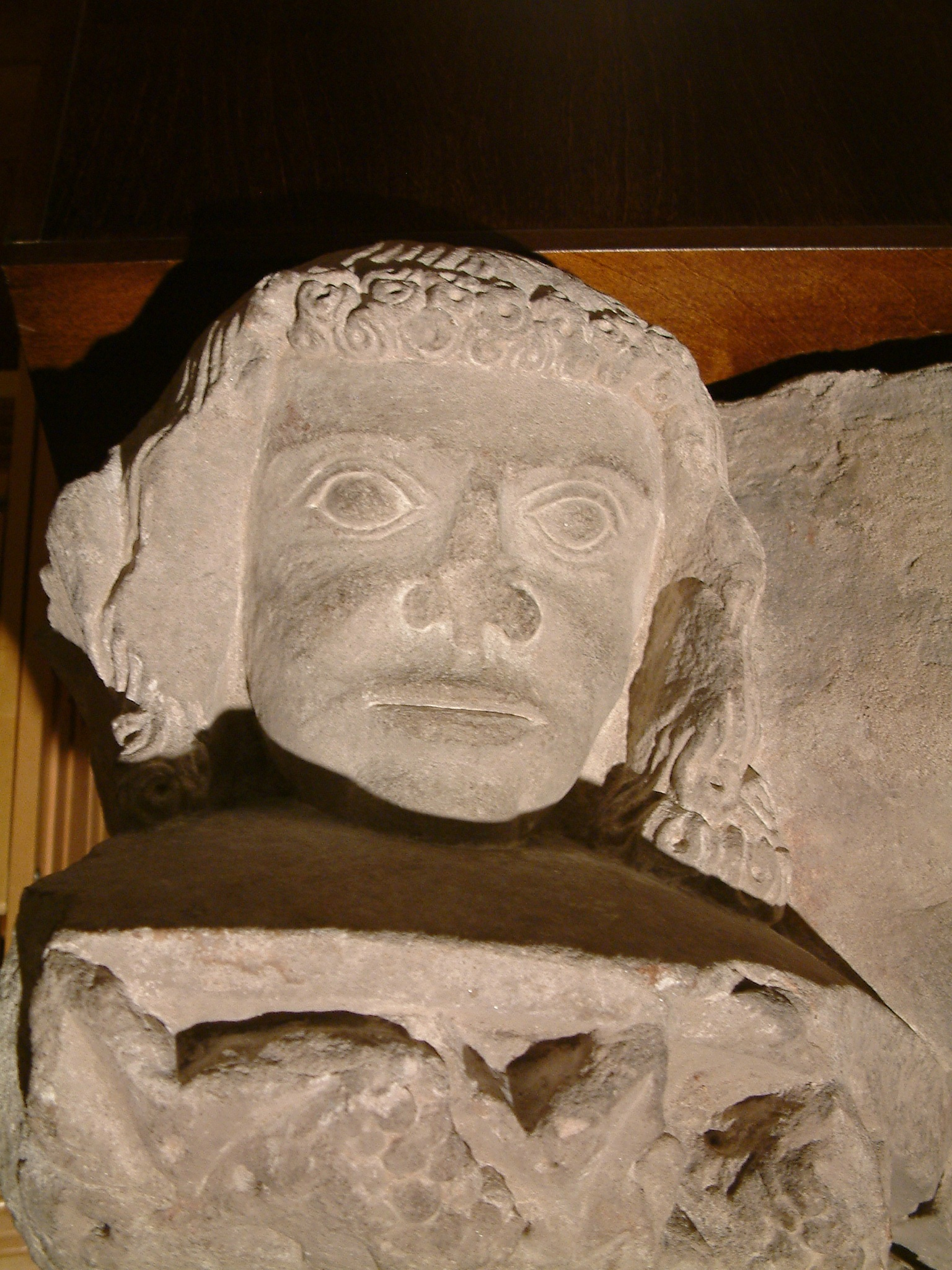
Hipotetyczny wizerunek Przemysła I z kościoła podominikańskiego w Poznaniu

## Opinia o księciu przekazana w Kronice Wielkopolskiej
Był więc ten książę młody wiekiem, miał (bowiem) zaledwie 36 lat, lecz dojrzały ze względu na (swój) charakter, sposób życia i postępowanie, (toteż) w licznych okolicznościach cieszył się wielką i zadziwiającą łaską Boga. Był człowiekiem najwstydliwszym wśród duchownych i świeckich. Nikt nie słyszał nigdy z ust jego słowa brzydkiego  lub sprośnego. Wcale nie umiał gniewać się; a jeżeli niekiedy ktoś pobudzał go do gniewu, nigdy nie mógł poznać się na nim, czy się gniewa,a to z powodu pogodnego oblicza jego, które każdemu okazywał. Zawsze gotów był nakłonić ucha swego dla wielkiego i małego, do ubogiego i bogatego i serdecznie wysłuchiwał ich, gdy mówili do niego. Rzetelnie też, jeśli mógł, załatwiał ich sprawy. Wśród książąt polskich mego czasu był najłagodniejszy, opanowany i pokorny,pojednawczy i łaskawy, pobożny i żarliwy w szczerym miłowaniu Boga i ludzi. Z nikim nie chciał się spierać, chyba że ktoś wtargnął mu na jego ziemie; wtedy bronił się jak mógł. W ciągu swego życia obwarował swój kraj ze wszystkich stron pokojem,przez zjednywanie sobie sąsiednich książąt jako przyjaciół nie mieczem, lecz mądrością, której użyczył mu Jezus Chrystus i której zawsze przestrzegał. Nie chciał zajmować obszaru żadnego księcia, lecz raczej pragną pokoju ze wszystkimi ludźmi. Był bardzo pobożny. Nigdy nie opuszczał, gdy mógł służby Bożej. Rozkoszował się pięknym śpiewem. W miarę możności odprawiał godzinki o chwalebnej Pani i otaczał ją największą czcią. I to było u niego godne podziwu, że gdy nocną porą kładł się do łóżka i nieco pokrzepił się snem, gdy inni myśleli, że śpi całą noc, on wstawał, czasem o północy, czasem wcześniej i siedząc ze świecą pod swoją  kotarą trzymał psałterz i czytał niektóre psalmy i modlitwy, które umiał lub mógł mieć pod ręką; a czynił to często i chętnie. Pychą gardził, pijaństwa zupełnie unikał. Jadł umiarkowanie, miodu przez wiele lat nie pił, lecz piwo i wino. Było ono tak rozcieńczone, że ledwie miało smak wina. Kąpieli przez dobre cztery lata przed śmiercią nie używał. W każdym Wielkim Poście, jak mówiono, pod innymi szatami nosił włosiennicę, i to potajemnie. Ja Baszko, kustosz poznański, widziałem, że po jego śmierci pewien kapłan nosił tę włosiennicę, a była bardzo gruba. Boga bardzo miłował, a święty Kościół czcił i uwielbiał. I brał w obronę całe (świeckie) duchowieństwo, a także wszystkich zakonników miał w wielkim poważaniu i dosyć często przyjmował ich wielkim uszanowaniu na swoim dworze ... Oby Bóg duszę jego umieścić raczył w królestwie niebieskim, a Jezus Chrystus tam go wprowadził. Amen